# Parálisis facial
La parálisis facial es la disfunción en la zona del par craneal VII (nervio facial) que resulta en la incapacidad de controlar los músculos faciales del lado del nervio afectado. Muchas condiciones pueden producir una parálisis facial, como, por ejemplo, tumores cerebrales, infartos cerebrales y la enfermedad de Lyme.
Sin embargo, si no se especifica la causa subyacente, la condición se denomina como parálisis de Bell. El nombre es en honor al anatomista escocés Charles Bell, quien la describió por primera vez. La parálisis de Bell es la causa más común de mononeuropatía aguda y es el tipo más frecuente de parálisis del nervio facial.